# Рынок (место торговли)

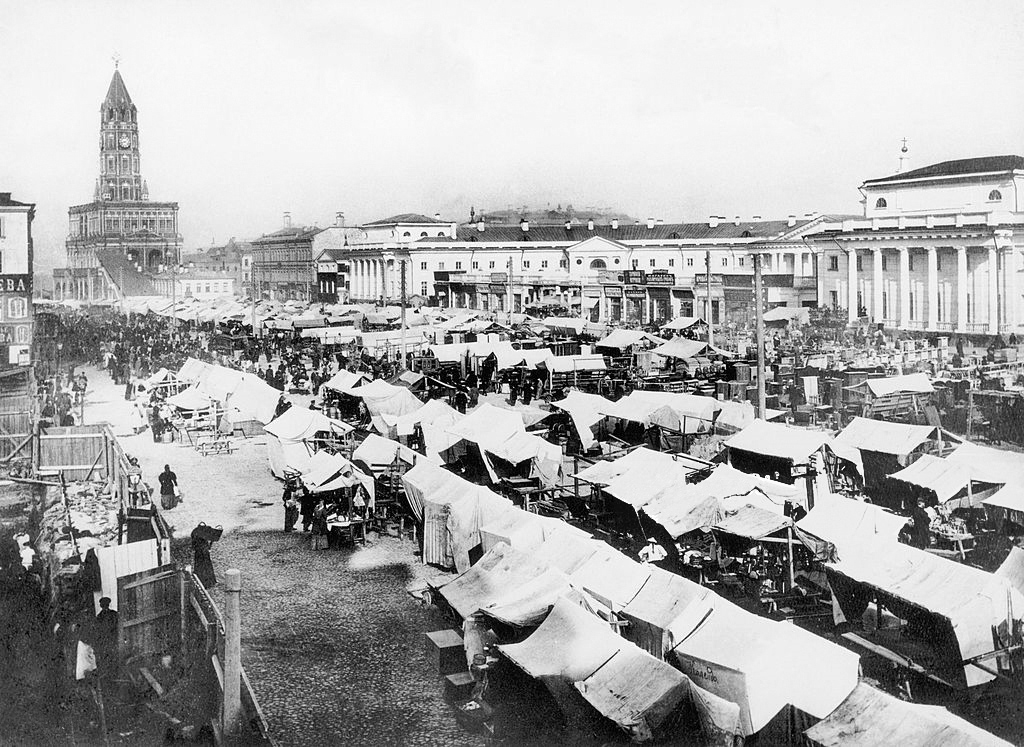
Рынок на Сухаревской площади в Москве, 1910

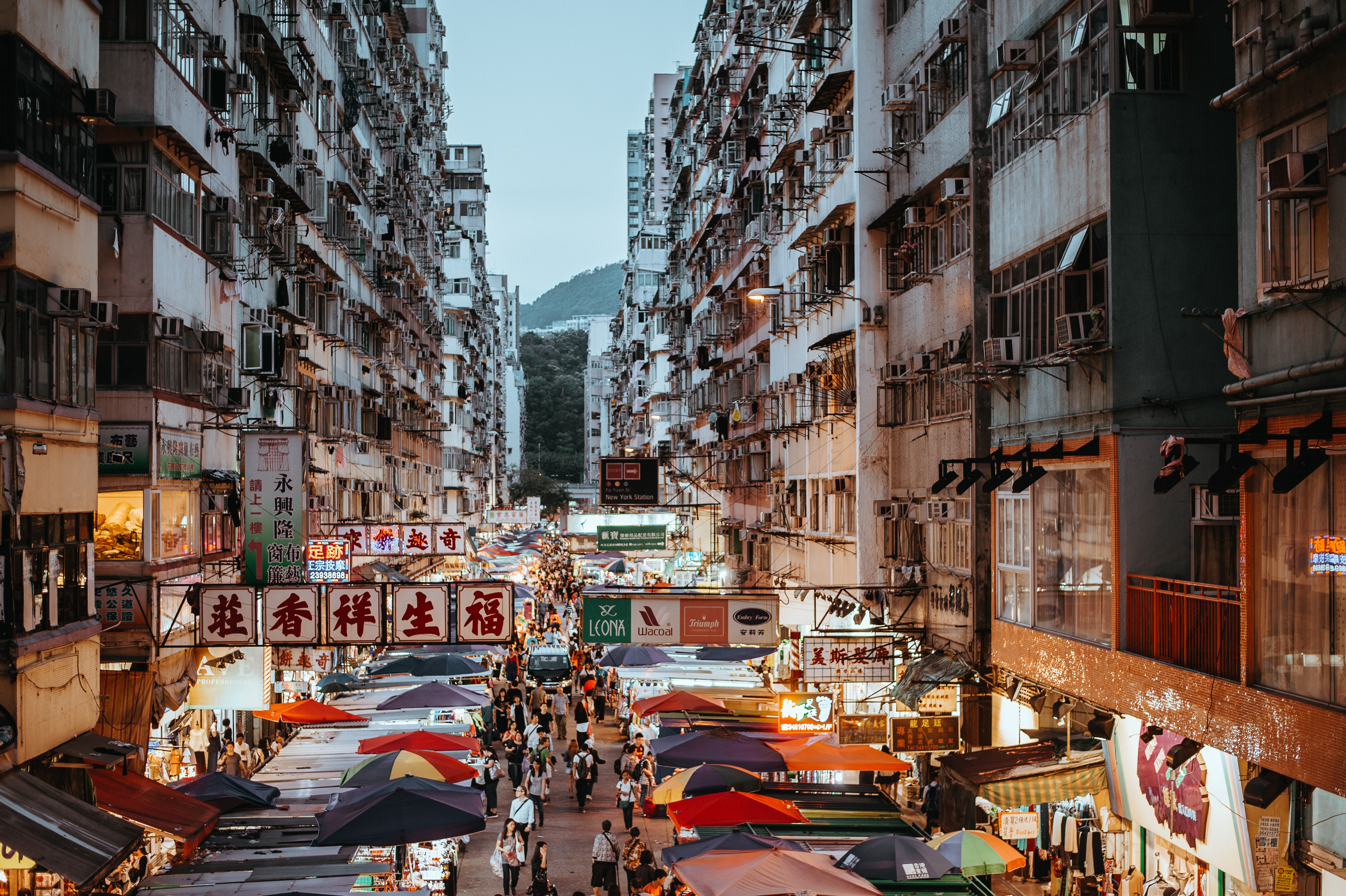
Вечерний уличный рынок в Гонконге, 2017

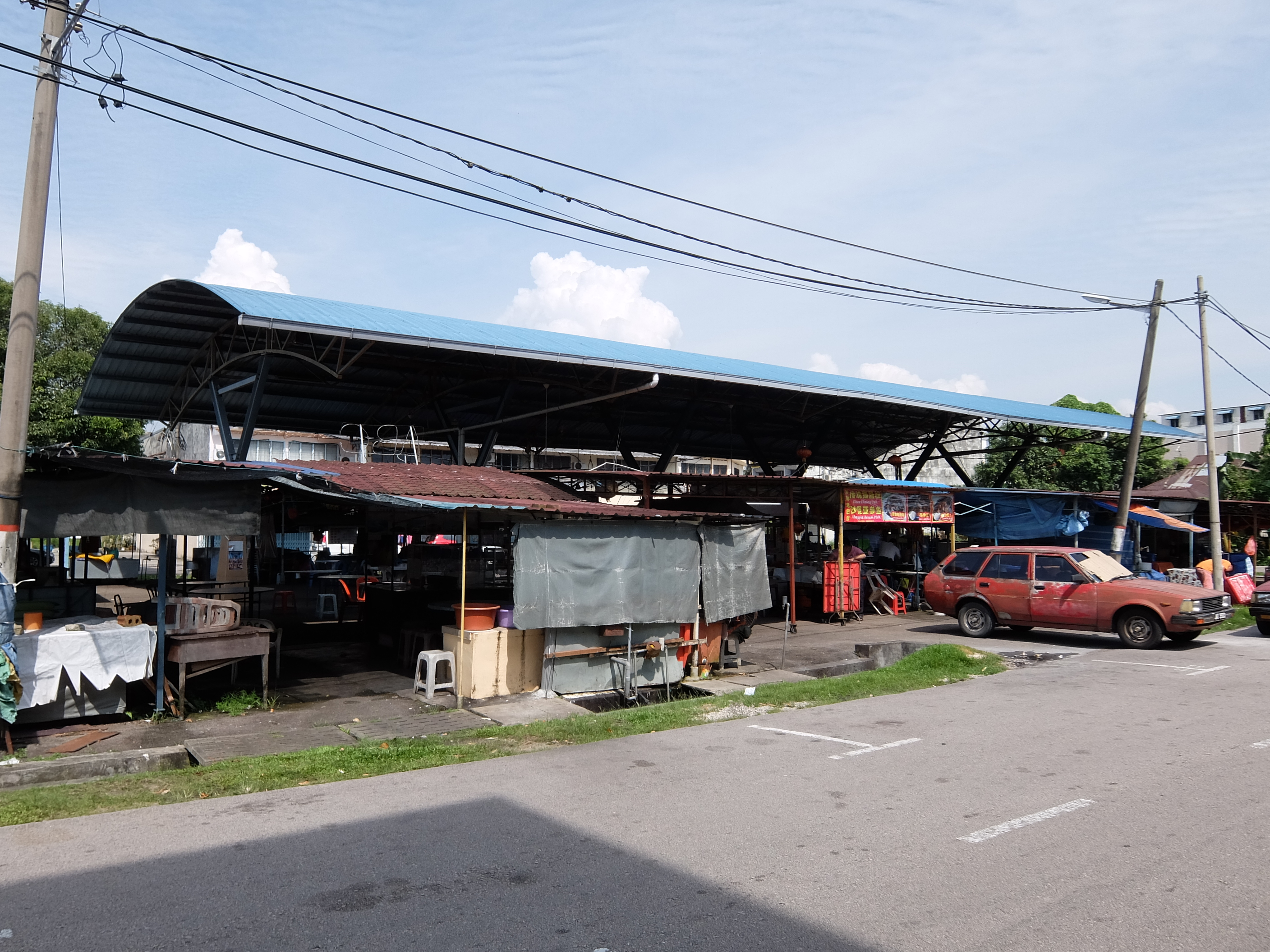
Рынок в штате Джохор, Малайзия, 2017

Ры́нок — место розничной и мелкооптовой торговли (торжище).
В соответствии с «Толковым словарём живого великорусского языка», рынок — это площадь в городах и сёлах, предназначенная для торговли съестными и другими припасами на воле (на воздухе), место съезда и сходки продавцов и покупателей по назначенным дням. На рынках ведётся торговля товарами различных наименований.

## История
Рынки появляются вместе с первичным разделением трудовых функций в древнем обществе (на крестьян и ремесленников) и зарождением товарного производства, появлением избытка ремесленной и сельскохозяйственной продукции.

## Разновидности
Рынки различаются:
По объекту торговли
- Товарный
- Денежный
  - Валютный

По основным категориям товаров народного потребления:
- Вещевые
- Продуктовые

- Мясные
- Рыбные

По второстепенным группам товаров:
- Авторынки
- Блошиные
- Птичий рынок
- Книжные
- Радиорынки
- Цветочные

В старину существовали также:
- Житние (зерновые)
- Сенные (фуражные)
- Скотопригонный[3]
- Рабов

По уровню организации
- Организованные
- Стихийные (базары)

По времени работы
- Дневные
- Ночные

По наличию крытого помещения
- Крытые
- Под открытым небом

## Основные отличия от стихийных мест торговли

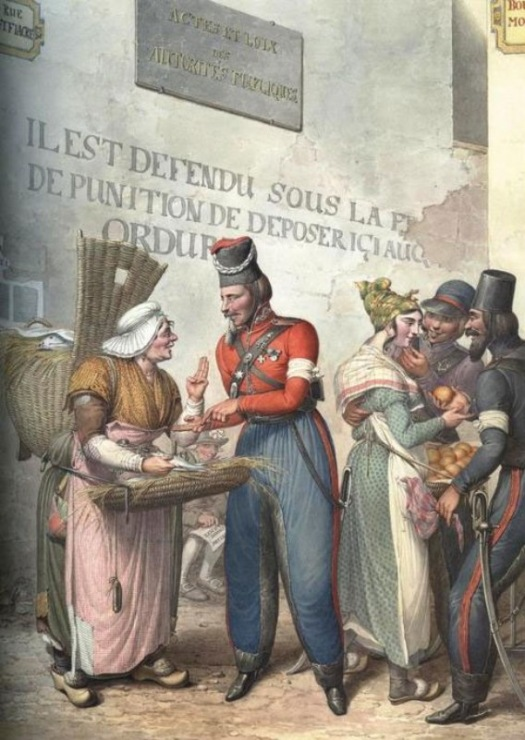
«Русские казаки в Париже». Георг Опиц. Надпись на стене: «Запрещено под страхом наказания оставлять здесь нечистоты»

- Общий уровень организации и санитарной обстановки;
- Наличие регламентирующей нормативной документации;
- Наличие легальной администрации;
- Наличие легитимных представителей контролирующих служб;
- Наличие представителей или представительств санитарно-эпидемиологических служб;
- Наличие писанных правил торговли;
- Наличие законодательно определённых взысканий за нарушение правил торговли.

В тюркоязычных странах определения «рынок» и «базар» являются синонимами официально на законодательном уровне в силу национальных традиций и особенностей словообразования по литературной норме местных государственных (тюркских) языков.